# 鴨綠小鰾鮈
鴨綠小鰾鮈（学名：Microphysogobio yaluensis）为輻鰭魚綱鯉形目鲤科小鰾鮈屬的鱼类，分布於亞洲韓國，為特有種，本魚眼大，高側部，吻相當尖，觸鬚小，體長可達10公分，背鰭硬棘3枚；背鰭軟條7至8枚；臀鰭硬棘3枚；臀鰭軟條6枚；脊椎骨38至39個，棲息在底中層水域。

## 扩展阅读
維基物種上的相關：鴨綠小鰾鮈